# Vincy-Manœuvre
Vincy-Manœuvre é uma comuna francesa, situada no departamento de Seine-et-Marne na região de Île-de-France.